# Karin Lyberg
Karin Lyberg, Karin Lyberg-Hallström, född 31 januari 1907 i Stora Kopparbergs församling, död 5 september 2000 i Stockholm, var en svensk författare. Hon var dotter till Ernst Lyberg och mor till Anders Hallström och Lasse Hallström samt syster till Bengt Lyberg.